# Peplonia adnata
Peplonia adnata är en oleanderväxtart som först beskrevs av Eugène Pierre Nicolas Fournier, och fick sitt nu gällande namn av U.C.S.Silva och Rapini. Peplonia adnata ingår i släktet Peplonia och familjen oleanderväxter. Inga underarter finns listade i Catalogue of Life.